# Chiêu Linh
Chiêu Linh (1966 - 2021) tên thật Trần Văn Su Ky, là một nghệ sĩ cải lương người Việt Nam.

## Tiểu sử
Chiêu Linh sinh ngày 7 tháng 7 năm 1966 trong gia đình không có ai làm nghệ thuật.
Từ nhỏ anh đã thích ca cổ và thường xuyên tham gia các phong trào tài tử tại địa phương, 17 tuổi anh theo các nghệ sĩ gạo cội đi lưu diễn ở nhiều tỉnh thành, anh từng gắn bó với nhiều đoàn cải lương như: Long Châu, Đất Thép, Trần Hữu Trang...
Chiêu Linh miệt mài phấn đấu từ kép ba lên kép nhì rồi trở thành kép chánh, anh là gương mặt cùng thời với các nghệ sĩ: Lương Tuấn, Châu Thanh, Vũ Linh, Vương Cảnh, Tuấn Anh, Hữu Nghĩa, Linh Tâm, Hồng Tơ, Minh Nhí, Khánh Linh, Kim Tử Long, Hữu Châu, Chiêu Hùng...

## Sự nghiệp

### Vai diễn nổi bật
Chiêu Linh thường được gia đình cố nhạc sĩ - nghệ sĩ ưu tú Bắc Sơn mời tham gia các vở kịch với chủ đề Quê ngoại, nổi bật nhất là vai diễn người cha trong vở cải lương Bông bí vàng
Năm 1996, Chiêu Linh đầu quân cho đoàn cải lương Thanh Nga, anh được nhiều soạn giả khen ngợi là hiền lành, tốt bụng và đặt cho biệt hiệu "kép hiền như cục bột", đặc biệt anh luôn nở nụ cười lạc quan thể hiện trên khuôn mặt tươi tỉnh mặc dù cuộc sống có khó khăn vất vả đến mức nào, cho nên anh được các đạo diễn tín nhiệm giao chuyên đóng vai Đức Phật trong các vở cải lương Phật giáo
Soạn giả Hoàng Ngọc Ẩn nhận xét về nghệ sĩ Chiêu Linh như sau: "Đó là một nghệ sĩ sống đạo đức, có tâm với nghề và luôn chan hòa với mọi người, bản tính hiền lành cho nên anh được duyên may thể hiện vai Đức Phật, các vở tuồng của đoàn cải lương Thanh Nga mà tôi giàn dựng về cuộc đời Đức Phật đều do nghệ sĩ Chiêu Linh thể hiện, giọng ca và phong cách diễn xuất của anh thể hiện rõ tính cách hiền lành, từ bi đúng như vai diễn mà anh đảm nhận"

### Những vở cải lương đã tham gia
- Tiếng thét bên kia sông
- Đưa em về quê mẹ
- Sông dài
- Bài học ngàn vàng
- Tấm lòng của biển
- Hồn ma báo mộng
- Theo Phật xuất gia
- Quan Âm Diệu Thiện
- Đức Phật Thích Ca

### Tiểu phẩm cải lương
- Tình vương nợ nước của soạn giả Yên Bình (vào vai Trần Khắc Chung, diễn cùng Thúy Liễu)

### Tân cổ giao duyên
- Hành trình trên đất phù sa (tác giả Dương Thanh Nguyên, hát cùng Hồng Yến)

## Qua đời
Nghệ sĩ Chiêu Linh qua đời đột ngột vào lúc 11 giờ 48 phút ngày 2 tháng 2 năm 2021, trước đó anh bị nhồi máu cơ tim và được người nhà đưa đến bệnh viện nhân dân 115 Thành phố Hồ Chí Minh cấp cứu nhưng không qua khỏi, hưởng thọ 55 tuổi. Tang lễ của anh được tổ chức tại nhà riêng ở quận Tân Phú, Thành phố Hồ Chí Minh, sau đó di quan được đưa về quê nhà ở Cai Lậy - Tiền Giang an táng.
Trước đó đúng 1 năm, nhằm trúng ngày mồng 2 tháng 2 giờ Ngọ, sân khấu cải lương Miền Nam cũng mất đi một nghệ sĩ nổi tiếng là Chiêu Hùng, sự trùng hợp kỳ lạ ở đây là chính xác cả tháng ngày giờ, họ đều thọ 55 tuổi, đều có chữ Chiêu ở đầu nghệ danh, và đều mất đột ngột do nhồi máu cơ tim.

## Gia đình
Nghệ sĩ Chiêu Linh có một người con gái tên Tâm Nguyện hiện đang định cư tại Hoa Kỳ, anh ra đi vào thời điểm dịch bệnh căng thẳng nhất nên con gái anh không thể về nước chịu tang cha, con gái anh đã chia sẻ trên trang cá nhân của mình như sau: "ba ơi, sao mà đột ngột vậy, con không dám tin sự thật này, con gái bất hiếu không về được, ba ra đi thanh thản và bỏ qua tội lỗi cho con"...